# Albert Szirmai
Albert Szirmai, auch Albert Sirmay, (* 2. Juli 1880 in Budapest; † 15. Januar 1967 in New York City, New York) war ein ungarischer Operettenkomponist und Dirigent.

## Leben
Nach dem Studium an der Franz-Liszt-Musikakademie (mit Hans Koessler und Árpád Szendy) wurde er Korrepetitor am Theater "Népszínház–Vígopera". Dort wurde 1907 sein erstes Bühnenwerk "A sárga dominó" (Der gelbe Domino) uraufgeführt.
Ab 1907 wirkte er als Dirigent Cabaret "Modern Színház" ("Modernes Theater"), später am "Andrássy úti Színház" (Theater an der Andrássy-Straße"). Seine beliebten Operetten, welche bis 1928 im "Király Színház" (Königstheater) auf die Bühne kamen, wurden auch bald in Wien, Berlin und London aufgeführt. Die auf Texte von Jenő Heltai, Andor Gábor, Mihály Babits und Ernő Szép komponierten Chansons sangen die besten Darsteller.
Nach 1928 lebte er in New York, aber seine neuen Werke konnten sich nicht durchsetzen. So wurde er leitender Redaktor beim Chappel-Verlag. Für Kurt Weill schrieb er 1941 den Klavierauszug des Musicals Lady in the Dark. Gegen Ende seines Lebens besuchte er wieder öfters Ungarn; dann gelangten auch zwei neue Werke mit Erfolg zur Aufführung.

## Operetten
- Bálkirálynő (Die Ballkönigin) – 1908
- Táncos huszárok (Tanzende Husaren) – 1909
- Filmzauber – 1912
- Mexikói lány (Das Mädchen aus Mexiko) – 1912
- Mágnás Miska (Magnat Mischka)  – 1916
- Harangvirág (Glockenblume) – 1918
- Mézeskalács – 1923
- Alexandra – 1923
- Éva grófnő (Gräfin Eva) – 1928
- A kalóz – 1933
- Tabáni legenda – 1957
- A Tündérlaki lányok – 1964